# Inscutomonomma hessei hessei
Inscutomonomma hessei hessei es una subespecie de coleóptero de la familia Monommatidae.

## Distribución geográfica
Habita en el sur de África.